# Prirejeno sproščanje
Prirejêno (tudi nadzorovano ali kontrolirano) spróščanje je v farmaciji sproščanje zdravilne učinkovine, torej njeno prehajanje iz neraztopljene oblike v farmacevtski obliki v raztopljeno obliko na mestu aplikacije oziroma absorpcije, s hitrostjo ali mestom sproščanja, prilagojenim namenu oziroma načinu delovanja. Prirejeno sproščanje omogoča posebna sestava ali posebna farmacevtska oblika ali poseben postopek izdelave.

## Vrste
Prirejeno sproščanje je lahko več vrst:
- zakasnelo/zapoznelo sproščanje

Gre za prehajanje učinkovine iz farmacevtske oblike s časovnim zamikom. Posebna oblika zakasnelega sproščanja je gastrorezistentnost, ki pomeni odpornost peroralnih farmacevtskih oblik proti želodčnemu soku.
- podaljšano sproščanje

Podaljšano sproščanje poteka kontinuirano daljše časovno obdobje. Tradicionalne farmacevtske oblike brez prirejenega sproščanja načeloma sprostijo učinkovino takoj, potrebno pa je pogosto odmerjanje, pri čemer pa odmerek zdravila v krvnem obtoku niha. S podaljšanim sproščanjem se lahko dosežejo bolj konstantne koncentracije učinkovine v krvi, odmerjanje pa je manj pogosto. Podaljšano sproščanje in delovanje učinkovine je še posebej prednostno v primerih, ko je vnos zdravila tehnično zelo zahteven, kot v primeru intratekalnega ali intraventrikularnega vnosa citarabina. Podaljšano sproščanje učinkovine se lahko tehnološko doseže na primer z njeno vgraditvijo v nanodelce.
- pulzirajoče sproščanje

Sproščanje učinkovine poteka v časovnih presledkih.